# Kirchdorf an der Amper
Kirchdorf an der Amper (eller Kirchdorf a.d.Amper) er en kommune i i Landkreis Freising Regierungsbezirk Oberbayern i den tyske delstat Bayern.

## Geografi
Kirchdorf ligger i dalen til floden Amper, der er et beskyttet landskab.
Der er disse landsbyer og bebyggelser: Berghof, Burghausen, Esterndorf, Geierlambach, Hahnbach, Helfenbrunn, Hirschbach, Kirchdorf, Nörting, Saulhof, Schellhof, Schidlambach, Unterberg, Voglhof, Wippenhausen.

## Eksterene henvisninger
- Wikimedia Commons har flere filer relateret til Kirchdorf an der Amper

- Website om landsbyern Hirschbach